# Sand Hill, Oklahoma
Sand Hill eller Sands Hill är en ort i Muskogee County i delstaten Oklahoma, USA.